# Papa Lav
Ukupno su bila četrnaestorica papa imena Lav (lat. Leo(n)):
- Lav I.  (440. – 461.)
- Lav II. (682. – 683.)
- Lav III. (795. – 816.)
- Lav IV. (847. – 855.)
- Lav V. (903.)
- Lav VI. (928. – 929.)
- Lav VII. (936. – 939.)
- Lav VIII. (963. – 964.)
- Lav IX. (1049. – 1054.)
- Lav X. (1513. – 1521.)
- Lav XI. (1605.)
- Lav XII. (1823. – 1829.)
- Lav XIII. (1878. – 1903.)
- Lav XIV. (2025. – danas)